# Cugand
Cugand é uma comuna francesa na região administrativa da Pays de la Loire, no departamento de Vendéia. Estende-se por uma área de 13,47 km². Em 2010 a comuna tinha 3 620 habitantes (densidade: 268,7 hab./km²).